# Nooit Meer Teruggekomen

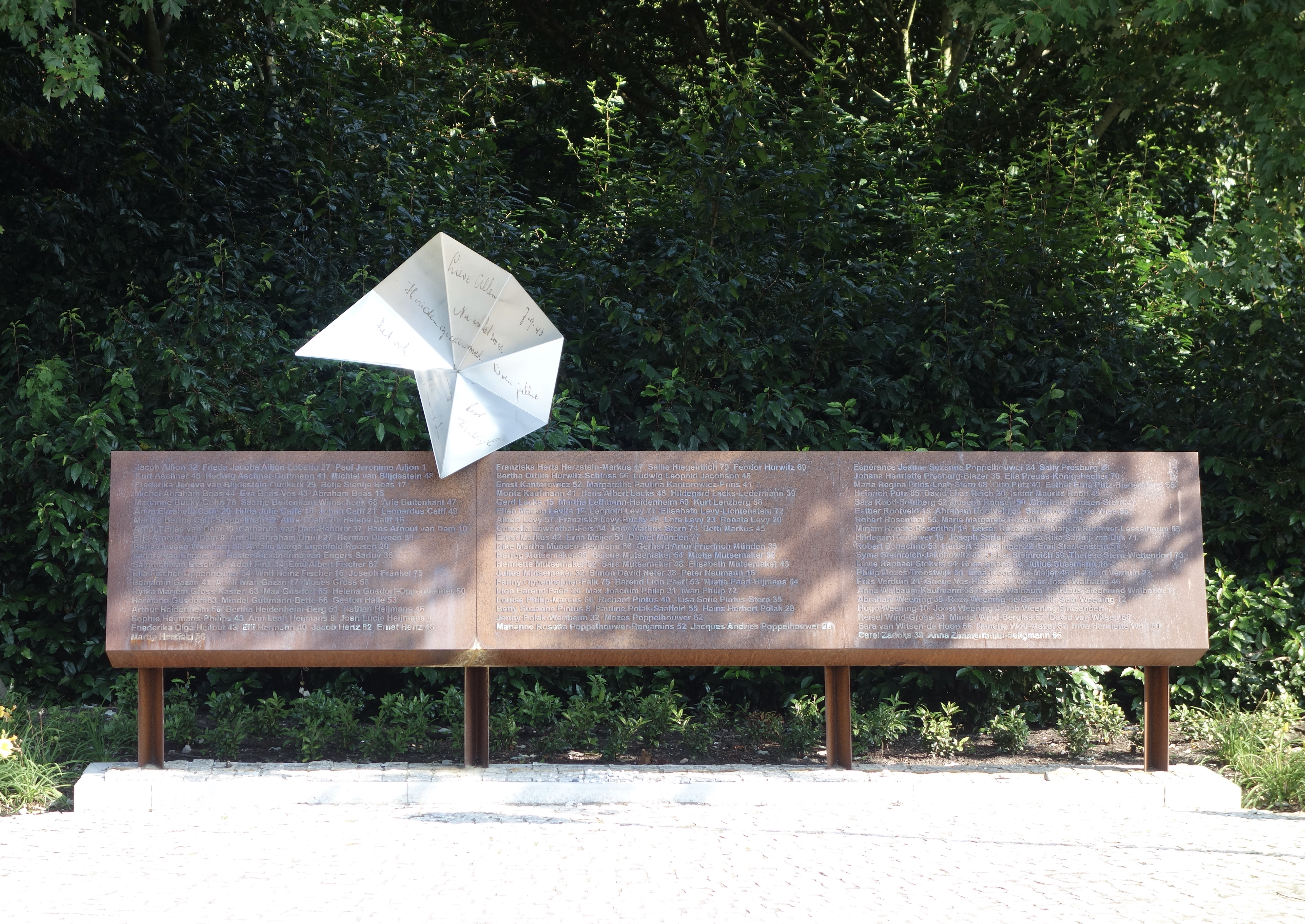
Het monument op de Prins Bernhardlaan in Amstelveen (2021)

Nooit Meer Teruggekomen is een monument op de Prins Bernhardlaan in Amstelveen dat gewijd is aan de herdenking van slachtoffers Jodenvervolging uit Amstelveen die tijdens de Tweede Wereldoorlog vermoord zijn. De onthulling vond plaats op 24 september 2020.

## Ontwerp
Het monument is ontworpen met een specifieke uitstraling. Het herinneren van alle gedeporteerde Joden uit Amstelveen. Ontwerper Piet Cohen vond enkele namen van de slachtoffers op het monument niet voldoende blijvende indruk maken en zocht hierom een toevoegende waarde die de emotionele indruk zou versterken. Op het monument zijn alle 166 namen van de gedeporteerde Joden te lezen.

### Materiaal
Het monument is gemaakt van cortenstaal. Hier is voor gekozen omdat het volgens de ontwerpers mooi integreert met de natuurlijke omgeving.
Om de leesbaarheid van de letters te garanderen is de belettering door middel van een lasersnijmachine in het staal geschreven. Naarmate tijd gaat het rode koper (iets boven de oppervlakte) groen oxideren doordat het materiaal wordt blootgesteld aan lucht en vocht.
De kleuren van de gebruikte materialen zijn overeenkomstig met de kleur van de spoorlijnen waar via ontelbaar goederenwagons Joden, zigeuners, verzetsstrijders, politieke gevangenen en vele andere afgevoerd werden naar werkkampen, strafkampen en vernietigingskampen.

### Het briefje
Ontwerper Piet Cohen heeft het briefje in het archief van het Joods Historisch Museum Amsterdam gevonden. Het opengevouwen briefje tentoongesteld boven op het monument draagt een boodschap van hoop.
- 7 september 1943 -
“Lieve Allen,
Nu is het zoo ver.
Houden goeden moed.
Doen jullie ook.
Stemming best.
Hartelijk omhelst
[Onleesbare namen]”
Het briefje is onderweg van doorgangskamp Westerbork naar vernietigingskamp Auschwitz uit de trein gegooid.

## Project Nooit Meer Teruggekomen
Het project was een initiatief van David Serphos (Stichting Zikna) en Hugo van der Kooij (Stichting Amstelveen Oranje).

### Ontwikkeling
De ontwikkeling van het project is in maart 2019 begonnen met als doeleinde om een monument te plaatsen die de historische gebeurtenis kan dragen en uitstralen.

## Betrokken partijen
Mede door de nauwe betrokkenheid van Gemeente Amstelveen, Historisch besef is het  mogelijk geweest om het project te realiseren. Door de samenwerking en betrokkenheid van Burgers van Amstelveen en omstreken kon deze informatie gewaarborgd worden.